# Mainbrücke Bettingen
De Mainbrücke Bettingen is een 310 meter lange brug over de Main bij Bettingen. De A3 gaat over deze brug bij het kilometerpaaltje: 258,5 km.
Het bouwwerk ligt 25 kilometer ten westen van de stad Würzburg tussen de afrit Marktheidenfeld en Wertheim am Main. De brug overspant tussen Bettingen en Trennfeld de Main en 3 velden in een hoogte van 17 meter. Vlak bij de brug ligt het Campingpark Wertheim-Bettingen, waar men een tussenovernachting kan maken. Ook ligt vlak bij de brug de deelstaatgrens tussen Beieren en Baden-Württemberg.
De brug ligt sinds 2001 over de Main. Het bouwen van deze brug heeft van 1997 tot 2001 geduurd. Voordat deze brug er was lag er parallel ernaast de oude brug, die er heeft gestaan van 1960 t/m 2001. De bouw van de eerste brug heeft tussen 1959 en 1960 plaatsgevonden.